# Ginnastica ai Giochi della XXIX Olimpiade - Anelli
La finale degli anelli si è svolta al National Indoor Stadium il 18 agosto, con inizio alle ore 18:00.

## Finale
| Pos. | Ginnasta                            | Punteggio di partenza | Punteggio della giuria | Penalità | Totale |
| ---- | ----------------------------------- | --------------------- | ---------------------- | -------- | ------ |
|      | Chen Yibing ( Cina)                 | 7,300                 | 9,300                  | -        | 16,600 |
|      | Yang Wei ( Cina)                    | 7,500                 | 8,925                  | -        | 16,425 |
|      | Oleksandr Vorobjov ( Ucraina)       | 7,200                 | 9,125                  | -        | 16,325 |
| 4    | Andrea Coppolino ( Italia)          | 7,100                 | 9,125                  | -        | 16,225 |
| 5    | Danny Pinheiro Rodrigues ( Francia) | 7,500                 | 8,725                  | -        | 16,225 |
| 6    | Matteo Morandi ( Italia)            | 7,100                 | 9,100                  | -        | 16,200 |
| 7    | Robert Stănescu ( Romania)          | 7,000                 | 8,825                  | -        | 15,825 |
| 8    | Jordan Jovčev ( Bulgaria)           | 6,800                 | 8,725                  | -        | 15,525 |